# جغرافیای تبارزایی

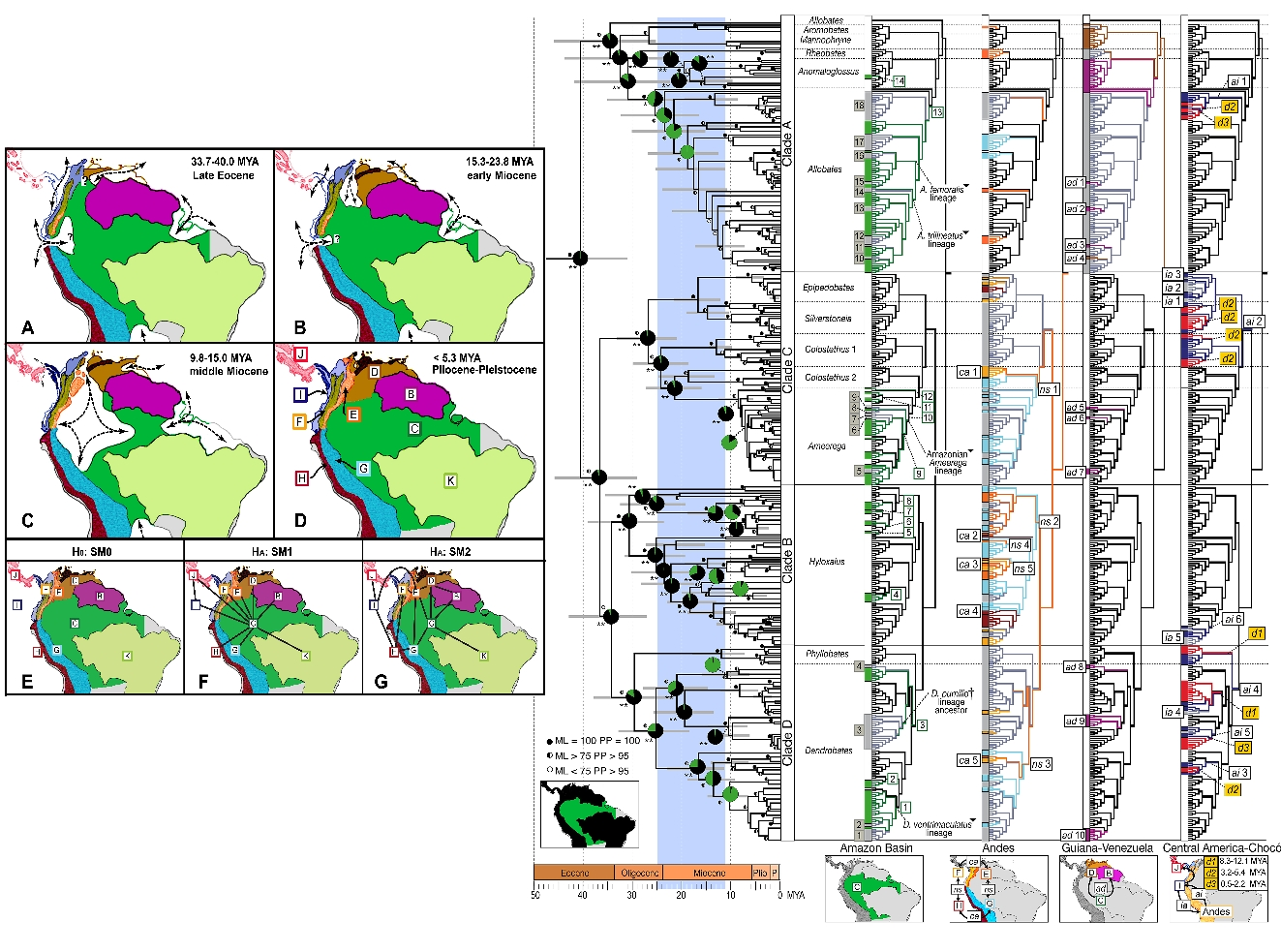
این ارقام تاریخ جغرافیای تبارزایی قورباغه‌های سمی در آمریکای جنوبی ترسیم می‌کند.

جغرافیایی تبارزایی (به انگلیسی: Phylogeography) مطالعه فرآیندهای تاریخی است که ممکن است مسئول پراکندگی جغرافیایی گذشته تا کنونی در دودمان‌های تبارشناسی باشد. این امر با در نظر گرفتن پراکندگی جغرافیایی افراد در پرتو ژنتیک به ویژه ژنتیک جمعیت انجام می‌شود.
این اصطلاح برای توصیف سیگنال‌های ژنتیکی ساختاریافته جغرافیایی در درون و بیرون گونه‌ها معرفی شد. تمرکز صریح بر جغرافیای زیستی / گذشته زیستی یک گونه، جرافیای تبارزایی را از ژنتیک سنتی جمعیت و تبارزایی جدا می‌کند.